# Валери Симеонов
Валери Симеонов Симеонов е български предприемач и политик, мажоритарен собственик на телевизия СКАТ. Съпредседател на коалиция „Обединени патриоти“. Вицепремиер по икономическата и демографската политика в третото правителство на Бойко Борисов.
Синдикален лидер на КТ „Подкрепа“ и съосновател на СДС в Бургас. Заедно с Волен Сидеров е съучредител на политическа партия „Атака“.
Заедно с Валентин Касабов и Данчо Хаджиев учредява политическа партия „Национален фронт за спасение на България“ (НФСБ) на 17 май 2011 г.

## Биография
Валери Симеонов е роден 14 март 1955 г. в град Долни чифлик, област Варна в семейство на Симеон Балевски, военен (запасен полковник от армията) и учителка. Израства в с. Зараево. Завършва ямболската математическа гимназия с пълно отличие и намалено поведение заради конфликт с партийния секретар на БКП – Ямбол. Оттогава датира приятелството му с Волен Сидеров, който е от Ямбол и също е възпитаник на математическата гимназия. Завършва електроинженерство във ВМЕИ – София. През годините родителите му сменят няколко населени места, заради работата на баща му.
Започва работа по разпределение като помощник технически ръководител в „Трансстрой“, след това работи в отдела по реконструкции на Летище Бургас и в кораборемонтния завод „Драгни Недев“. Три години плава в Атлантическия океан с траулери на „Океански риболов – Бургас“, като електромеханик. От 1985 г. до 1991 г. е енергетик в най-тежкото производство на металургичния комбинат край Дебелт – прокатната линия на Стан-300. В този период прави няколко рационализации по електрическата част на железопътната линия Бургас-Дебелт и по оптимизацията на технологичния процес в Стан-300. Синдикален лидер на КТ „Подкрепа“ в комбината, един от основателите на СДС – Бургас. През 1991 г. създава първата си частна фирма за монтаж на таксиметрови апарати, откъдето идват и средствата за старта на кабелната телевизионна мрежа в жилищен комплекс Меден рудник.
През 1992 г. трима бизнесмени, Антон Ангелов, Румен Пеков и Валери Симеонов, започват да изграждат кабелна телевизия в жилищен комплекс Меден рудник в Бургас. На 24 януари 1994 г. стартира телевизия СКАТ с първата новинарска телевизионна емисия. Той притежава и бургаския вестник „Десант“.

### Политическа дейност
На местните избори през 2007 г. е избран от листата на партия „Атака“. Избран е за председател на общинския съвет в Бургас. През януари 2009 г. подава оставката си, заради гласуваното от мнозинството общински съветници решение да бъде изградена джамия в ж.к. Меден Рудник. През ноември 2009 г. заедно с още 10 съветника от „Атака“ напуска партията, те посочват че „не припознават в действията на парламентарната група на Атака двадесетте принципа и цели на партията, заради които те са влезли в местната власт“. Оттогава прекъсва и контактите си със своя кумец Волен Сидеров.
На 17 май 2011 г. е сред тримата учредители на политическа партия „Национален фронт за спасение на България“. През 2014 г. и 2017 г. е избран за народен представител, съответно от листите на Патриотичен фронт и Обединени патриоти. Председател на ПГ на „Патриотичен фронт“ в XLIII народно събрание.
На 10 юни 2016 г., след седем години пауза, Валери Симеонов се среща с Волен Сидеров за сближаване на позициите.
Валери Симеонов се споразумява с лидерите на „Атака“ и ВМРО-БНД за обща кандидатура на трите партии за президентските избори през 2016 г.
На 4 май 2017 г. е избран за заместник министър-председател по икономическата и демографската политика в третото правителство на Бойко Борисов. На 16 ноември 2018 г. след 26 дни протести срещу него, Симеонов подава оставка, която е приета от премиера.

### Скандали
През март 2015 г., докато е народен представител от Патриотичен фронт, от трибуната на Народното събрание нарича циганите „озверели човекоподобни“, а жените им – „с инстинкти на улични кучки“. На 21 март 2017 г. Симеонов се държи агресивно, като бута и дърпа възрастна жена от турски произход на границата с Турция. След изборите, по повод снимка с нацистки поздрав на заместник-регионалния министър от квотата на НФСБ, Павел Тенев, Симеонов коментира пред вестник Сега, че като ученик и той може би си е правил майтапчийски снимки от концлагера Бухенвалд. На 6 октомври 2017 г. е обвинен, че заплашва с уволнение водещия на сутрешния блок на Нова телевизия Виктор Николаев. През февруари 2018 г. говори остро критично по адрес на германската евродепутатка Ска Келер, като я нарича „нагла и самонадеяна особа с неоправдано самочувствие“ по повод на подкрепата ѝ за протестиращите срещу застрояването на парк „Пирин“ и в частност Банско, като иска да бъде обявена за персона „нон грата“ и екстрадирана от България.

### Към майките на деца с увреждания
През октомври 2018 г. нарича майките на деца с увреждания, които протестират, „кресливи жени с уж болни деца“, след което предизвиква нови протести и му е поискана оставката от БСП, Воля и Атака. На 16 ноември 2018 г. под натиска на протестиращите майки и пръсъединилите се към тях граждани Симеонов подава оставка, която е приета от министър-председателя Бойко Борисов.

### Протести през 2020 г.
„Според мен тези протестиращи не могат да бъдат определящи като анализ на общественото поведение. Хората, които работят, не ги виждам сред тези протести. Виждам партийни групички всякакви, нереализирани хора с амбиция за власт, друга група са хора, които се управляват от Дубай, третата група са хората, които са недоволни от живота си, т.нар. „лузъри“, които виждаме на всички протести, четвъртата група са студентите, които са дошли в България, защото университетите в чужбина са затворени. Като се върнат, тогава да определят бъдещето на държавата“, казва Симеонов.